# Астральный план

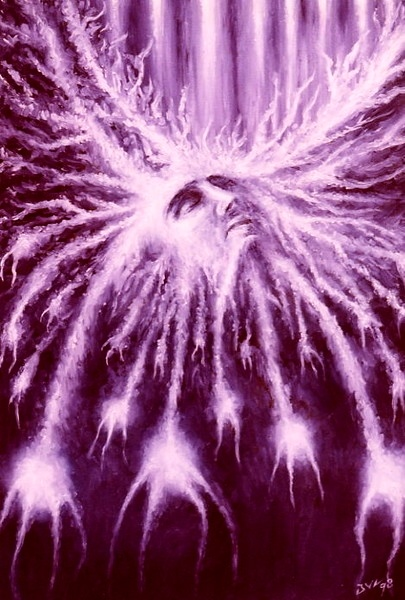
Астральный сон, Герон ван Валкенбург

Астра́льный план (от греч. αστέρι [астери] — «звезда»), также астра́л, астральный мир, тонкий мир — в оккультизме, эзотерике и парапсихологии нематериальный нефизический мир, в котором находятся таинственные силы; нематериальное место, через которое душа человека проходит после смерти и перед входом в духовный мир. Представления об астральном плане принадлежит к числу суеверий, связанных с современной магией.
Относится к числу парапсихических понятий, отличающихся неопределённостью или неопределимостью и в то же время особой «фундаментальностью», на основе которых строится большинство парапсихических «теорий».
Чарлз Ледбитер, член Теософского общества описывал астральное тело как тело плотного шельта. В отличие от боддхического тела, это тело отвечает за более низкие проявления чувств, включая привязанность, гнев или ненависть. Жизнь астрального тела человек воспринимает в качестве последовательности постоянно ощущаемых переживаний, обычно не имеющих ни чёткой положительной, ни отрицательной окраски. Поток переживаний похож на поток событий которые постоянно случаются и привлекают к себе большее или меньшее внимание, могут требовать от некоторой реакции, но не оценки в понятиях хорошее-плохое, приятное-неприятное. Двойственность внешнего и внутреннего мира является основанием для введения понятия каузального тела и астрального плана, где присутствуют разнообразные сущности, обычно описываемые или представляемые зооморфными. Эти сущности попадают в астральное тело, вызывая в нем реакции, переживаемые человеком как эмоции. Допускаются эмоции, имеющие связь с внутренней жизнью астрального тела — эмоциональной медитацией. Но и в этом случае происходит двусторонний обмен тела с астральным планом, он лишь менее очевиден для человека. В данной интерпретации астральный мир образован человеческими переживаниями. Объекты астрального мира не имеют никакой связи с объектами физического мира.
Алиса Бейли, одна из лидеров Теософского общества, утверждала, что ей был «передан от Учителей» особый План и инструкции по его исполнению — о специальных приготовлениях Земли к приходу Майтрейи (Христа в нью-эйдж) века Водолея: «Вследствие огромного эмоционального напряжения всего планетарного человечества… был инициирован процесс объединения двух миров: жизни на физическом плане и опыта астрального плана… Это должно привести к огромным изменениям и преобразованиям в сознании человека. Они откроют дверь веку понимания, братства и просветления…».